# Pastor Maldonado
Pastor Rafael Maldonado Motta (n. 9 martie 1985, Maracay, Venezuela) este un pilot de curse de naționalitate venezueleană. Pastor a fost campion în GP2 Series, sezonul 2010.

## Cariera în Formula 1
| Sezon | Echipă           | Puncte | Loc clasament general |
| ----- | ---------------- | ------ | --------------------- |
| 2011  | AT&T Williams    | 1      | 19                    |
| 2012  | Williams F1 Team | 45     | 15                    |
| 2013  | Williams F1 Team | 1      | 18                    |
| 2014  | Lotus F1         |        |                       |
| 2015  | Lotus F1         |        |                       |

## Cariera în Motor Sport
| Sezon | Competiție                 | Puncte | Loc clasament general |
| ----- | -------------------------- | ------ | --------------------- |
| 2004  | Formula Renault V6 Eurocup | 12     | 21                    |
| 2005  | Formula Renault 3.5 Series | 4      | 25                    |
| 2005  | Italian Formula 3000       | 14     | 9                     |
| 2006  | Formula Renault 3.5 Series | 102    | 3                     |
| 2007  | Italian Formula 3000       | 12     | 8                     |
| 2007  | GP2 Series                 | 25     | 11                    |
| 2007  | Euroseries 3000            | 12     | 11                    |
| 2008  | GP2 Series                 | 60     | 5                     |
| 2008  | Euroseries 3000            | 11     | 12                    |
| 2009  | GP2 Series                 | 36     | 6                     |
| 2009  | Euroseries 3000            | 10     | 10                    |
| 2010  | GP2 Series                 | 87     | 1                     |

1. ↑  Pastor Maldonado, As
2. 1 2 3  Driver Database